# Belgrandia boscae
Belgrandia boscae е вид охлюв от семейство Hydrobiidae. Видът е почти застрашен от изчезване.

## Разпространение и местообитание
Разпространен е в Испания.
Обитава сладководни басейни и реки.